# Robert Symon Garden
Robert Symon Garden (né le 2 août 1910 à Macduff en Écosse et mort le 16 octobre 1982) est un chirurgien britannique, plus particulièrement connu pour avoir établi une classification largement acceptée des fractures du col du fémur qui porte son nom.
Il est le père de l'humoriste britannique (en) Graeme Garden.

## Classification Garden
La classification établie par Robert Symon Garden concerne les fractures intra-capsulaires du col du fémur, elle comporte 4 types différents :
- Garden I : fracture engrenée en valgus (en)[N 1]
- Garden II : fracture sans déplacement
- Garden III : fracture en varus (en)[N 2]
- Garden IV : fracture en varus, avec déplacement important et désolidarisation [3]

## Distinctions
Robert Symon Garden a reçu la classification professionnelle FCRS ((en) Fellowship of the Royal Colleges of Surgeons).
Il était également membre des institutions suivantes :
- (en) British Orthopaedic Association
- Société internationale de chirurgie orthopédique et de traumatologie
- Liverpool Medical Association (membre honoraire)

## Vie privée
Il se marie en 1939 avec Janet Ann McHardy. Le couple a eu deux enfants : Graeme et Elizabeth.
Son fils (en) Graeme Garden est un écrivain, humoriste et présentateur d'émissions de télévision de divertissement, membre du trio comique britannique (en) The Goodies.